# Dalos Patrik
Dalos Patrik (Dalos M. Patrik COr.) (Németbóly, 1920. augusztus 31. – Tagliacozzo, 1999. október 7.) egyháztudós, szerzetes.

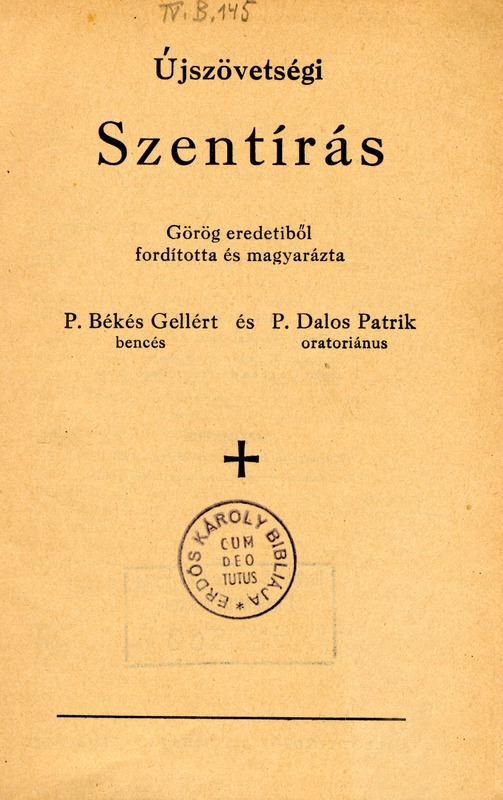
Dalos M. Patrik és Békés Gellért egyik közös munkájának, a „Békés-Dalos Újszövetségnek” első oldala

## Életrajza
Szüleinek hetedik, legfiatalabb gyermekeként Dlusztus Mátyásként látta meg a napvilágot. Édesapja köztiszteletben álló kádármester volt.
A vallásos érzület és a műveltség számított a családban a legmagasabb rendű életértéknek. Később minden fiúgyermek diplomát szerzett, a lányok valamennyien elvégezték a polgári iskolát. Matyi (rokonai, barátai, ismerősei így szólították) 1928-tól Pécsett tanult. Előbb a Székesegyházi Énekiskola növendéke volt, majd a ciszterci rend középiskolájában, a Nagy Lajos Gimnáziumban érettségizett 1938-ban, kitüntetéssel.
Mélyen vallásos diák volt. Társai kiváló szervezőkészségét és széles körű műveltségét elismerve vezéregyéniségnek tekintették.
További életútja Zircen keresztül Rómába vezetett. A kereszténység központjában szentelték pappá, és első miséjét 1946. április 21-én, húsvétvasárnap mutatta be a római S. Maria in Vallicella templomban. Előtte, már 23 esztendős korában filozófiai doktorátust szerzett a római Szent Tamás Egyetemen. Az oratoriánus rend tagja lett. (Közben Dalosra magyarosította családnevét.)
Három évvel később teológiai, újabb két esztendő múltán pedig szentírástudományi doktorátust szerzett a Pápai Bibliai Intézetben. Minden bizonnyal leginkább ennek köszönhető, hogy 1951-ben Békés Gellért szerzetessel közösen elkészítette a modern magyar nyelvű Újszövetség-fordítást. (A nyomdai munkákat Nyugat-Németországban végezték.) A mű alapjául az eredeti görög nyelvű változat szolgált. Azóta tíz kiadást ért meg, több mint százezer példányban kelt el.
Dalos M. Patrick teológiai tanulmányait a legrangosabb egyházi folyóiratok publikálták. Tevékenységének másik fő területe a tanítás volt. Az Amerikai Egyesült Államokban észak- és dél-karolinai egyetemeken, a párizsi Sorbonne-on tartott előadásokat a Bibliáról; Ugandában, Kenyában, Nápolyban kapott egyetemi katedrát.
1946 és 1975 között négy kontinensen a Világiak Pápai Tanácsa titkáraként tartott konferenciabeszédeket. Járt a Szentföldön is. Két évtizeden keresztül tevékenyen vett részt a Vatikánban megjelenő folyóiratok és könyvek szerkesztésében.
Idegennyelv-ismerete rendkívüli volt: anyanyelvén kívül 16 nyelven tudott. (Köztük héberül, szanszkritul, ógörögül, arabul, szírül, arámiul.)
Sokáig szóba sem jöhetett, hogy hazatér meglátogatni idős szüleit. 1958-ban már csak édesapjával tudott még egyszer az életben – Ausztriában – beszélgetni.
A hetvenes évek közepén, amikor enyhült a Kádár-rendszer ellenségessége, hazalátogatott. Beutazása és itt-tartózkodása mégsem volt zavartalan.
Többé nem jött Magyarországra, de testvérei és azok gyermekei szinte évenkénti rendszerességgel járhattak az olasz fővárosban.
Közeli, személyes kapcsolatban állott XXIII. János és VI. Pál pápával. (Karol Wojtyła egy ideig szemináriumi társa volt.)
1998-ban olasz nyelvű könyvet írt Jacques Maritain francia keresztény filozófusról.
Idős korában Paola Pellegrini viselte gondját, betegségében ápolta.
Síremléke a Rómától keletre fekvő Tagliacozzo kisváros temetőjében található.

## Bibliafordítása
- Újszövetségi Szentírás („Békés-Dalos Újszövetség”); görög eredetiből ford., jegyz. Békés Gellért, Dalos Patrik; Külföldi Magyar katolikus Akció, Róma, 1951